# Aufschlag (Tennis)

Verschiedene Tennisspieler beim Aufschlag
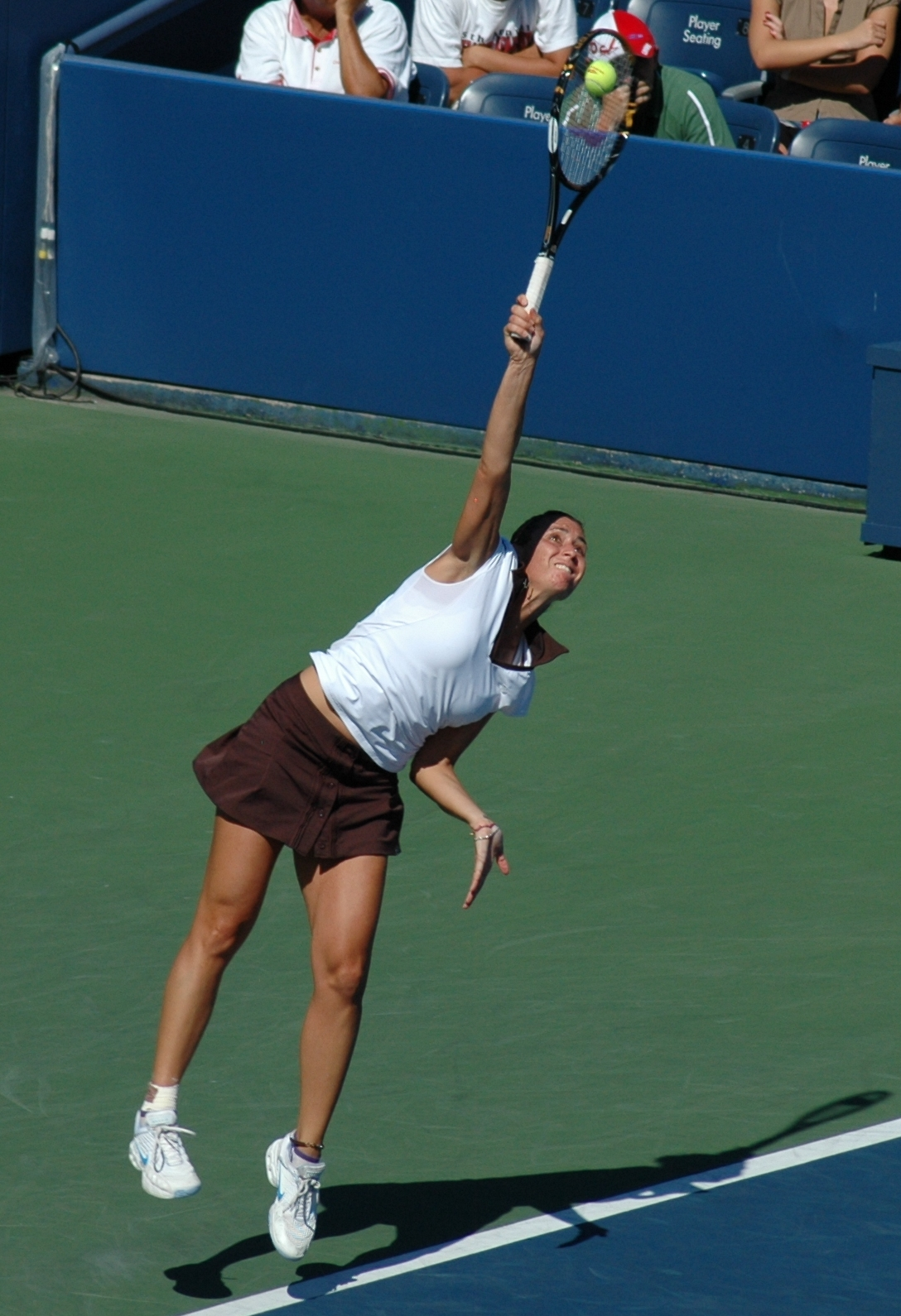
Flavia Pennetta (2005)
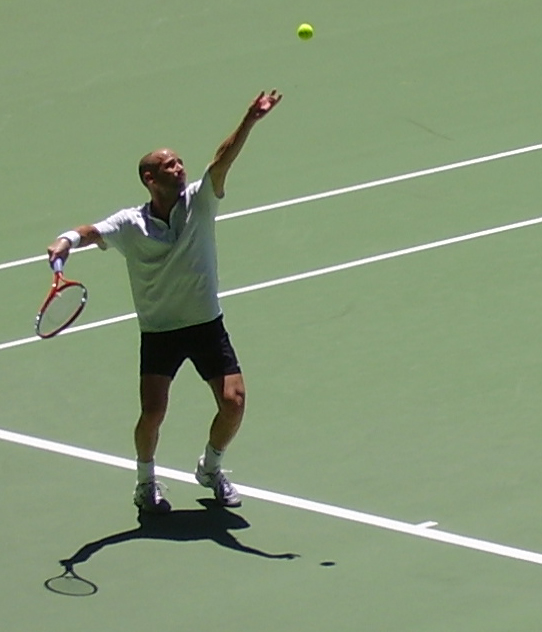
Andre Agassi (2005)
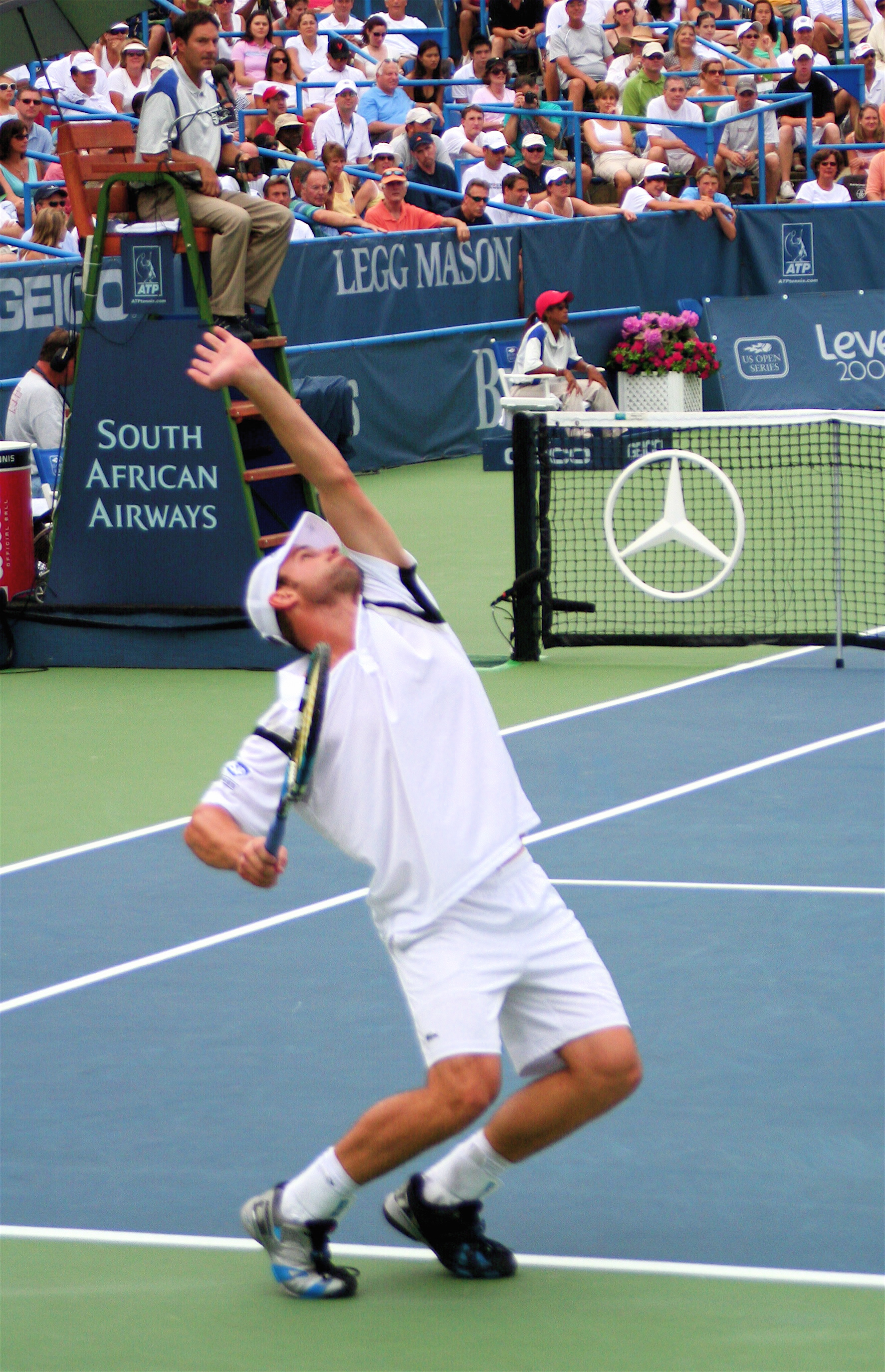
Andy Roddick (2007)
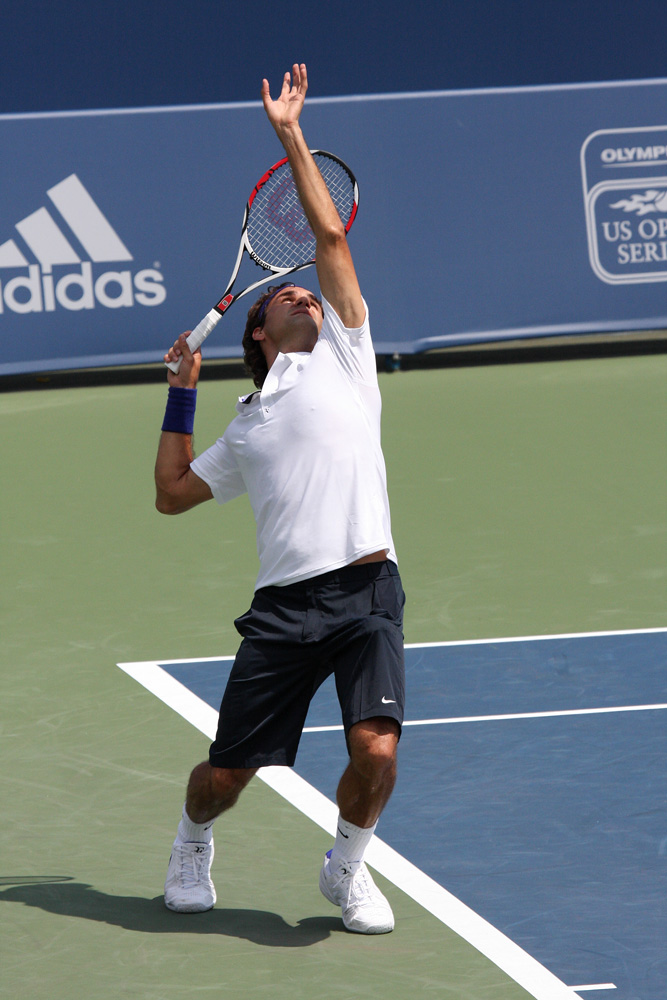
Roger Federer (2008)
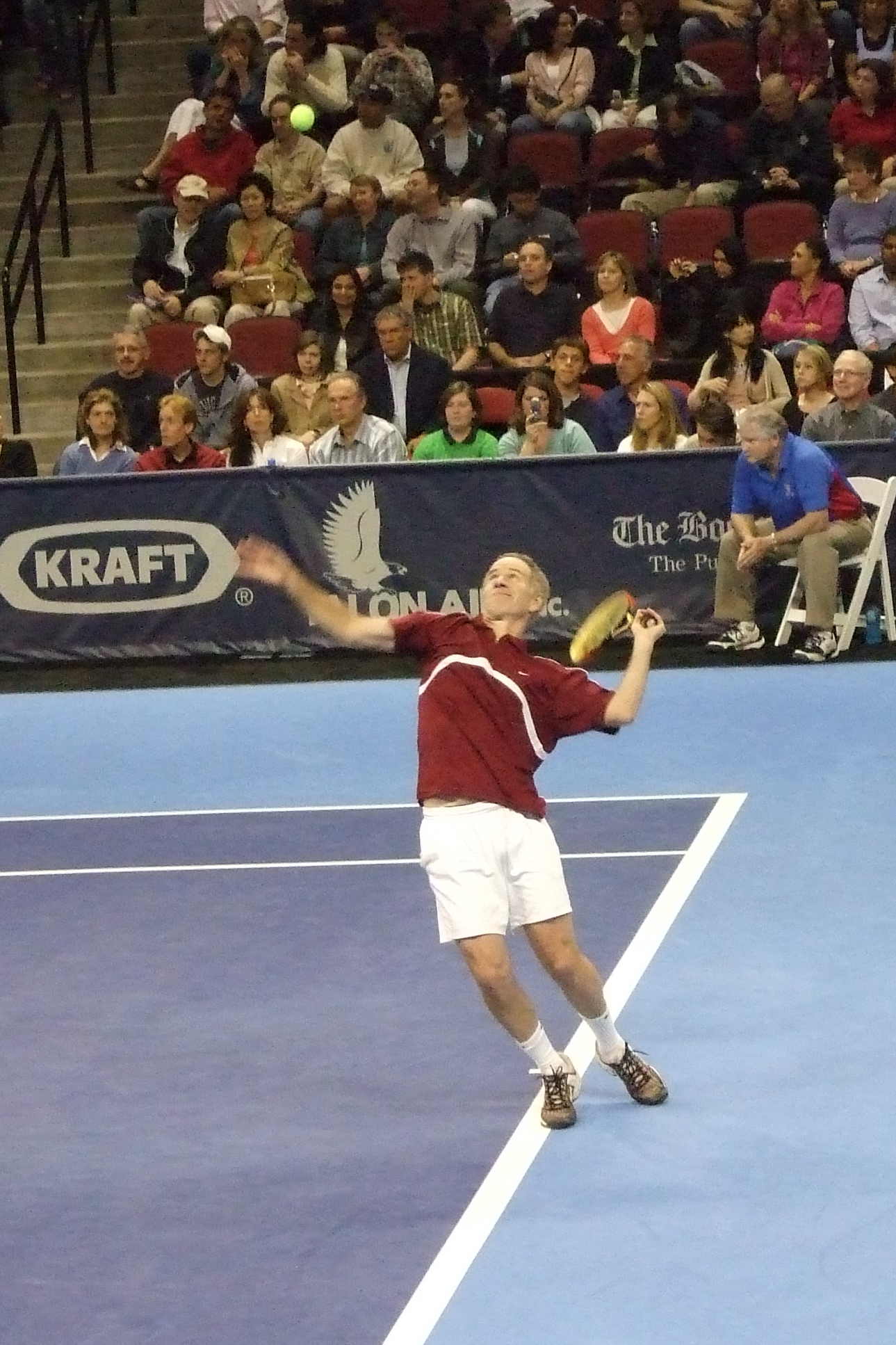
J. McEnroe mit Fußfehler (2007)
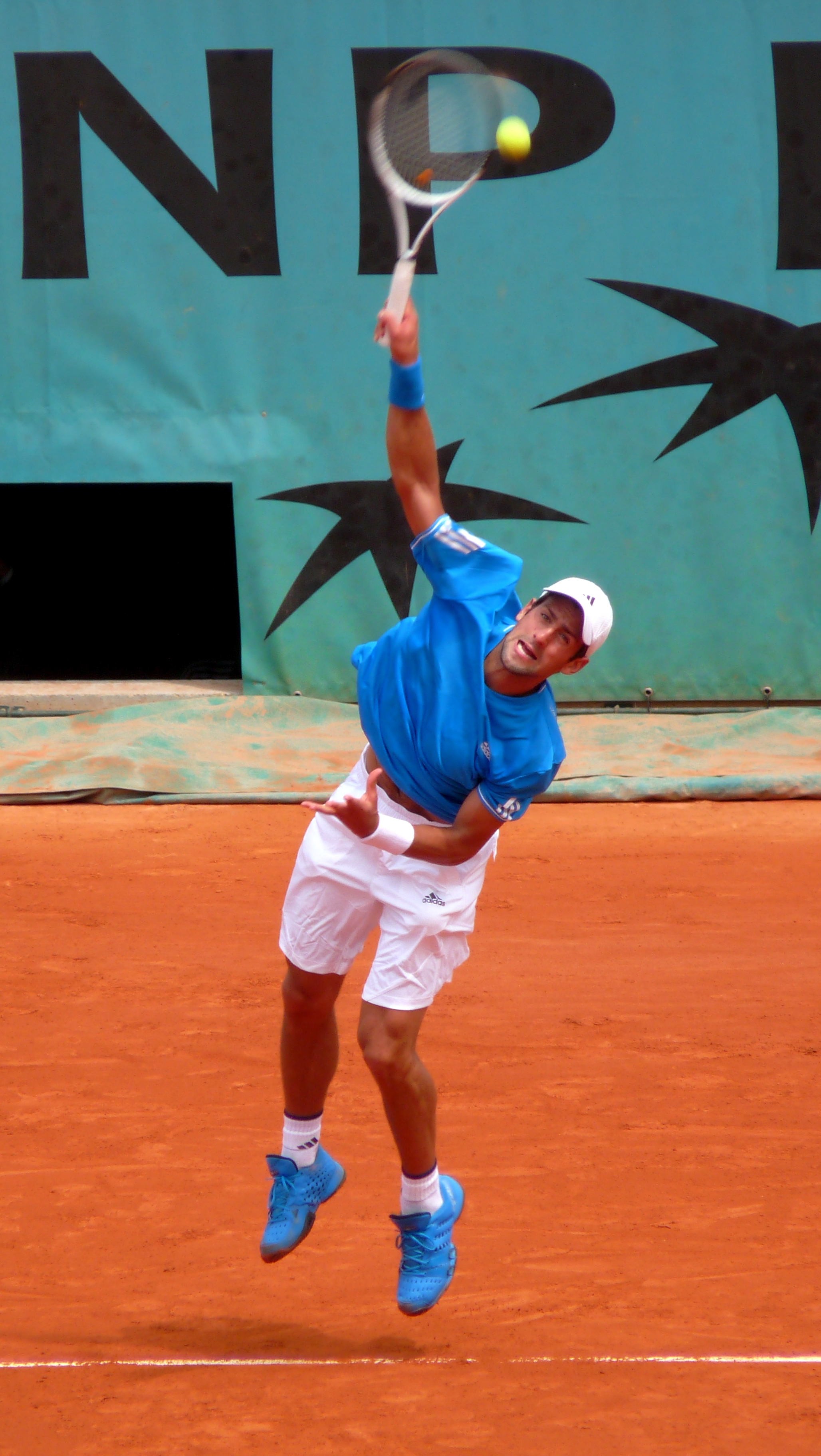
Novak Đoković (2009)

Der Aufschlag ist im Tennis der Schlag, mit dem ein Ballwechsel eröffnet wird.

## Regeln
Der Ball muss ins schräg gegenüber liegende zweiteilige T-Feld gespielt werden. Beide Füße des Aufschlägers müssen sich in dem Augenblick, in dem der Ball getroffen wird, hinter der Linie befinden, ohne diese zu berühren, außer sie befinden sich in der Luft nach einem Absprung. Erst nach dem Treffen des Balls ist es dem Spieler erlaubt, die Grundlinie oder die gedachte Verlängerung der Mittellinie bzw. der Seitenauslinie zu berühren oder zu überschreiten, ansonsten begeht er einen Fußfehler (Ausnahme: In der Luft, bei einem „gesprungenen“ Aufschlag darf die Grundlinie überschritten werden). Ein Fußfehler im zweiten Aufschlag wird als Doppelfehler gewertet und der Punkt geht an den Gegner.
Es gibt keine andere Regel für den Aufschlag beim Doppel. Es gilt der Aufschlagraum hinter der Grundlinie, und das gleiche  Aufschlagfeld, wie beim Einzel. Zwischen: T-Linie, Mittellinie ,und Seitenlinie. Auch beim Doppel  gilt die verlängerte Mittellinie, und die verlängerte Seitenlinie des Aufschlagfeldes. ( und nicht die Seitenlinie des Doppelfeldes)
Da sich das Aufschlagfeld nicht ins Doppelfeld vergrößert, vergrößert sich auch der Aufschlagraum nicht hinter das Doppelfeld. Ein Aufschlag, außerhalb des Einzelfeldes, also hinter der Verbreiterung für das Doppel ist ein Fußfehler.
Der Rückschläger darf sich dagegen an einer beliebigen Position innerhalb oder außerhalb des Spielfelds befinden. Die Füße müssen sich im Augenblick der Ballberührung nicht auf dem Boden befinden. Der Aufschlag muss aus einer Ruhestellung erfolgen, der Aufschläger darf bspw. keinen Anlauf nehmen. Ein Aufschlag gilt ab dem Zeitpunkt als erfolgt, ab dem der Schläger den Ball berührt.
Ist es dem Spieler beim ersten Mal nicht gelungen, einen regelkonformen Aufschlag durchzuführen, so hat er einen zweiten Versuch.
Nach einem Spiel wechselt das Aufschlagrecht, ebenso im Tie-Break, wo das Aufschlagrecht nach dem ersten und anschließend nach allen ungeraden addierten Punkteständen wechselt.

### Netzaufschlag
Ein Sonderfall ergibt sich, wenn bei einem ansonsten regelkonformen Aufschlag der Ball die Netzkante berührt und danach ins Aufschlagfeld fällt: Dies wird als ungültiger Versuch gewertet und der Spieler erhält weitere Aufschlagsversuche. Vom Stuhlschiedsrichter wird dieser Aufschlag mit dem Ausruf „Netz“ oder englisch „let“ signalisiert. Der Ursprung des Ausrufs „let“ ist nicht genau bekannt. Eine gängige und weithin akzeptierte Erklärung ist, dass das Wort „let“ vom altsächsischen Wort „lettian“ stammt, was „hindern“ bedeutet. Der Begriff könnte aber auch vom französischen Wort „filet“ abgeleitet sein, was übersetzt „Netz“ bedeutet. Als in England zum ersten Mal Tennis gespielt wurde, ist es denkbar, dass man diesen französischen Begriff übernommen und zu „let“ abgekürzt hat. Der Ursprung des Wortes kann aber auch so einfach sein, dass man dem Spieler erlaubt (englisch „letting“ him repeat the point), den Punkt zu wiederholen.
Bei modernen Tennisplätzen wird eine Sensoreinheit verwendet, die im Bereich der Netzkante eines Netzes angeordnet ist, die auf die durch Berührung des Balls mit der Netzkante hervorgerufenen mechanischen Schwingungen und Beanspruchungen reagiert und die entsprechende Signale abgibt. Dazu gehören eine Auswerteinrichtung zum Auswerten dieser Signale und einer Anzeigeeinrichtung zur optischen und/oder akustischen Anzeige eines Netzfehlers und mindestens zwei spiegelsymmetrisch zur Netzmitte oder zu einem Netzregulierband angeordnete Sensoren. So einfach das klingt, so komplex arbeitet das System, denn es sollte nur während des Aufschlages aktiviert sein, um eine Belästigung während des Spiels zu vermeiden. Es muss eine sehr kurze Ansprechzeit haben, denn durch die starke mechanische Spannung des Netzes klingt eine Schwingungsanregung sehr schnell ab. Ferner sollte es alle nicht von einer Ball-Netz-Berührung herrührenden Signale unterdrücken und robust gegen anderweitige Beanspruchungen, z. B. Schläge mit dem Racket auf die Netzkante, sein.
Bei der Suche nach spielverkürzenden Maßnahmen wird ab den 2010er Jahren über die Abschaffung der Let-Regel diskutiert; in alternativen Zählweisen wie dem Fast4 Tennis wurde diese bereits abgeschafft. Dabei dürfen im Doppel beide Rückschläger den Ball zurückspielen.

## Aufschlagtechnik
Die Beinstellung ist in der Regel schräg oder leicht seitlich zur Grundlinie. Das der Schlaghand gegenüberliegende Bein zeigt dabei nach vorne, bei Rechtshändern folglich das linke Bein. Der Aufschlag beginnt mit einer Konzentrationsphase. Normalerweise lässt man den Tennisball ein paar Mal aufspringen,  um ihn dann für den Aufschlag einzusetzen. Manche Spieler verzichten ganz darauf, dabei kann man es aber auch übertreiben, wie das Profitennis zeigt. Novak Đoković etwa hat sich angewöhnt, bis zu 25-mal den Ball aufspringen zu lassen. Für die eigentliche Schlagbewegung sind verschiedene Techniken gebräuchlich. In der Regel wird der Ball mit gestrecktem Arm in einer ruhigen Bewegung nach oben geführt und nur geringfügig höher geworfen als der Treffpunkt. Gleichzeitig sinkt der Schlagarm in einer gegenläufigen Bewegung ab, so dass Schläger und Schlagarm im Idealfall am untersten Punkt eine gerade Linie bilden, der Schlägerkopf also fast zum Boden zeigt. Dieses extreme Rückführen des Armes mit anschließender Beschleunigung des Schlägers und Treffen am höchsten Punkt des hochgeworfenen Balls dient zur Erzeugung einer dynamischen Bewegung, in der alle Muskelketten zusammenwirken, angefangen mit dem Strecken der Beine über die Rotation des Oberkörpers bis hin zum Kippen des Handgelenks. Hierbei wird ein Teil der Beschleunigung letztlich auch über den so genannten Peitscheneffekt erzielt. In der Regel springen die Spieler in das Feld hinein, einerseits, um einen günstigeren Schlagwinkel zu erreichen, andererseits, um über den Schwung zusätzlichen Druck und Drall auf den Ball zu bringen.
Der Aufschlag gilt für Anfänger als schwierigster Schlag. Eine wichtige Voraussetzung ist der exakte Ballwurf, der intensiv geübt wird, was Höhe, Winkel und Geschwindigkeit angeht. Ebenso wird tausendfach trainiert, dass der Ball dort im Aufschlagfeld auftrifft, wohin der Aufschlag gezielt wurde.

## Taktik

Flugbahnen verschiedener Aufschläge.
Flacher Aufschlag (gelb)
Topspin-Aufschlag (rot)
Slice-Aufschlag (grün)

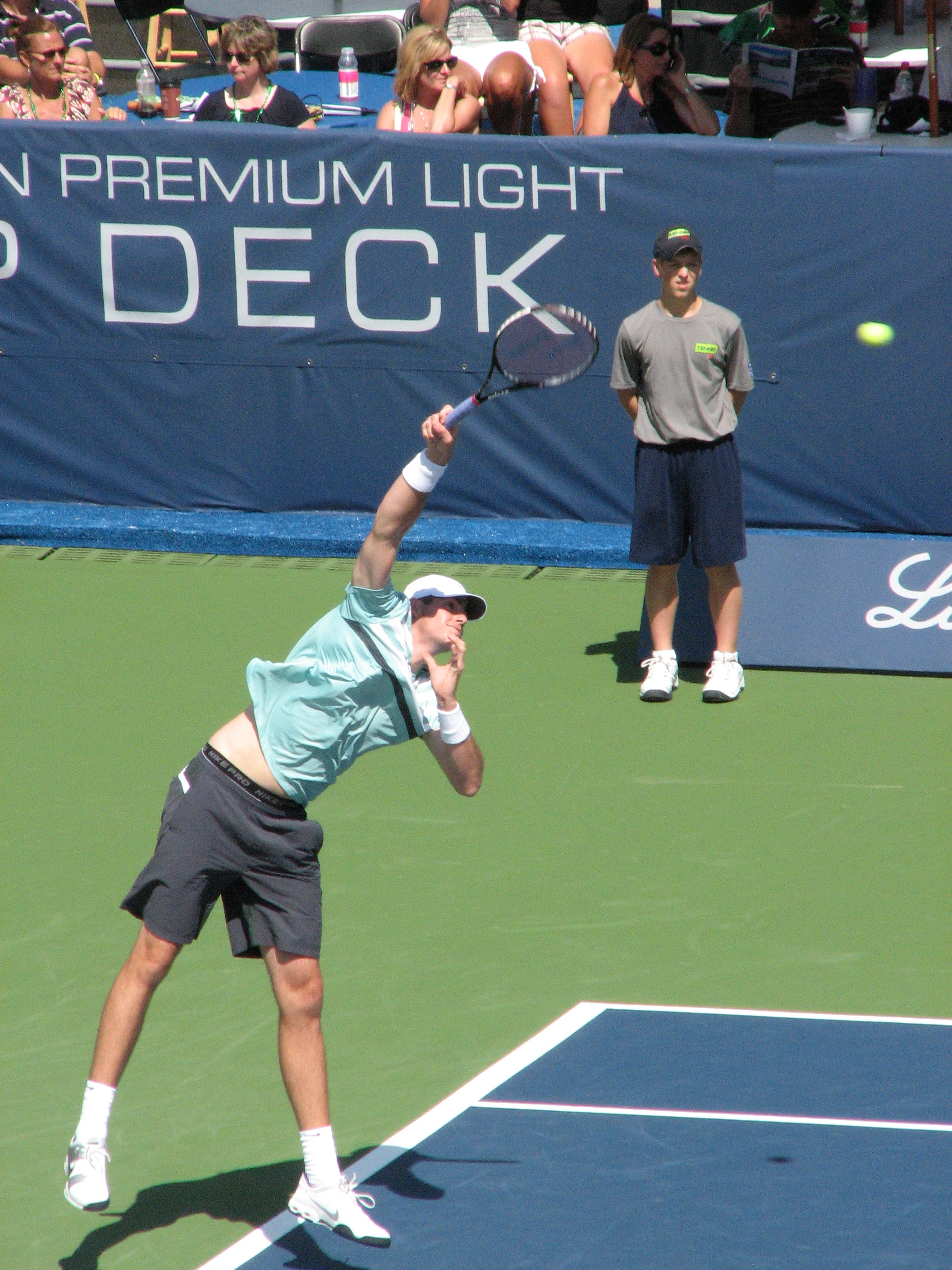
John Isner, 2009, Indianapolis Tennis Championships

Der Aufschlag ist der einzige Schlag, welcher vom Gegner nicht beeinflusst werden kann. Ein harter und platzierter Aufschlag ist ein wertvolles Mittel, um den Gegner unter Druck zu setzen, den Ballwechsel von Anfang an zu bestimmen und ist deshalb taktisch von höchster Bedeutung. Im Allgemeinen wird der erste Aufschlag mit hohem Risiko gespielt, der zweite Aufschlag mit mehr Sicherheit.
Grundsätzlich lassen sich auch beim Aufschlag alle Formen von Drall verwenden, die beim Tennis gebräuchlich sind: flacher Schlag (Kanonenaufschlag), Topspin (Twist) und Slice. Sowohl der Aufschlag mit Topspin als auch der Sliceaufschlag haben häufig einen charakteristischen Seitwärtsdrall. Der Twist springt aus Sicht des rechtshändigen Aufschlägers nach rechts, der Slice nach links weg.
Häufig wird als erster Aufschlag der flache Schlag mit nur geringem Vorwärtsdrall gewählt, da der Ball so die höchstmögliche Geschwindigkeit erreichen kann und am schwierigsten zu retournieren ist. Er wird meist in der Absicht auf einen direkten Punktgewinn (Ass) gespielt, ist aber durch seine gerade Flugbahn riskant, weil der Ball das Netz nur knapp überfliegt. Das Risiko reduziert sich jedoch bei großgewachsenen Spielern, die auch noch beim Aufschlag hoch wegspringen. So hat John Isner mit einer Größe von 2,08 Metern während seiner 17 Jahre langen Karriere mehr als 14.000 Asse geschlagen, mehr als jeder andere Tennisprofi der Welt.
Eine Aufschlagvariante ist der Aufschlag auf den Körper des Gegners, woraus eine Schwierigkeit für ihn entsteht, auszuweichen, um einen Return spielen zu können. Eine weitere Aufschlagvariante besteht darin, den Ball mit viel Seitwärtsspin nach außen zu platzieren, wodurch der Returnspieler weit nach außen laufen muss, um den Ball zu erreichen und dadurch sein Spielfeld so weit geöffnet wird, dass der Aufschläger den nächsten Schlag in das entgegengesetzte Eck des Spielfelds platzieren kann.
Der Topspin-Aufschlag eignet sich vor allem für einen zweiten Aufschlag, da dieser aufgrund des Magnus-Effekts mit größerer Sicherheit innerhalb des Aufschlagfeldes aufkommt. Zudem stellt der Return dieses hoch und schnell abspringenden Aufschlags eine gewisse Herausforderung dar.
Anfänger spielen oft den Aufschlag von unten – ähnlich wie bei der Ballangabe im Training, also ohne großer Ausholbewegung. Manchmal wird ein kurzer Aufschlag von unten auch von Profispielern verdeckt ausgeführt, um den Gegner zu überraschen, insbesondere, wenn er weit hinten steht und auf einen schnellen Aufschlag eingestellt ist.
Sehr gute Returnspieler können den Aufschlag sehr früh „lesen“, um den Ball trotz der hohen Ballgeschwindigkeit gut retournieren zu können, ohne sofort in die Defensive zu geraten. Sie erfassen blitzschnell die Körperhaltung des Spielers, den Ballwurf, die Schlägerbewegung und den Balltreffpunkt. Ebenso analysieren sie wenn möglich bereits vor einem Match, andernfalls innerhalb weniger Spiele, wohin der Gegner bevorzugt von jeder Seite aufschlägt oder wie und wohin er bei verschiedenen Spielständen aufschlägt.

## Aufschlaggeschwindigkeit
Aufschlaggeschwindigkeiten beim Tennis werden mittels eines Radargerätes gemessen. Bei den Grand-Slam-Turnieren befindet sich der Radarmesser an der Grundlinie. Somit wird die Geschwindigkeit zu genau dem Zeitpunkt gemessen, in dem der Tennisball den Schläger des Aufschlagenden verlässt. Die Ballgeschwindigkeit hängt – abgesehen von der Schlagstärke des Tennisspielers – vom Schläger, von der Bespannung, von der Bespannungshärte, vom Tuning des Schlägers, dem Ball (Gewicht, Filz, Durchmesser), seiner Abnutzung, der Luftfeuchtigkeit und der Außentemperatur (höherer Druck im Ball) abhängig. Im Profitennis werden bei den Herren durchschnittliche Geschwindigkeiten zwischen 190 und 210 km/h erreicht. Die Aufschlaggeschwindigkeit bei den Damen liegt zwischen 160 und 200 km/h. Entscheidend für Geschwindigkeitsrekorde ist die Anerkennung durch die International Tennis Federation (ITF).
Die Geschwindigkeit, mit der der Ball beim Rückschläger ankommt, wird durch den Luftwiderstand (Strömungswiderstand) in der Flugbahn und die Bremswirkung auf der Bodenoberfläche im Aufschlagfeld (Reibung) reduziert, was insgesamt bis zu 30 km/h betragen kann. Ebenso beeinflusst Gegenwind oder Rückenwind die ankommende Geschwindigkeit beim Rückschläger sowie die Art des Aufschlags, ob flacher Aufschlag, Topspin-Aufschlag oder Slice-Aufschlag, woraus unterschiedlich lange Flugbahnen entstehen.
Zu den besten männlichen Aufschlagsspielern der letzten Jahrzehnte zählen unter anderen Pete Sampras, Boris Becker, Goran Ivanišević, Ivan Lendl, Andy Roddick, Ivo Karlović und John Isner. Eine Besonderheit war beim US-Amerikaner John McEnroe zu beobachten, der mit einer Fußstellung parallel zum Netz aufschlug.
Dabei ist es Samuel Groth, der den Rekord des bislang schnellsten Aufschlags bei einem offiziellen Turnierspiel hält: 263 km/h, geschlagen am 9. Mai 2012 beim ATP-Challenger-Turnier in Busan, Südkorea. Bei den Damen ist seit dem 30. Juli 2014 Sabine Lisicki die Weltrekordhalterin, die beim WTA Stanford im Spiel der ersten Runde gegen Ana Ivanović mit 210,8 km/h aufschlug.